# Associazione Calcio Mantova 1965-1966
Questa pagina raccoglie le informazioni riguardanti l'Associazione Calcio Mantova nelle competizioni ufficiali della stagione 1965-1966.

## Stagione
Il Mantova affida questo campionato di Serie B all'allenatore Giancarlo Cadè il quale ottiene la promozione in Serie A dopo un anno di purgatorio.
Il risultato più clamoroso è lo 0-5 rifilato ad aprile al Lecco, avversario diretto nella lotta per la promozione. È anche la stagione dell'addio all'avvocato Arnaldo Bellini, che per sei anni è stato presidente del Mantova. 
In Coppa Italia i virgiliani escono al primo turno eliminatorio superati al "Danilo Martelli" dal Brescia.

## Rosa
| N. |                   | Ruolo | Calciatore           |
| -- | ----------------- | ----- | -------------------- |
|    | Italia (bandiera) | D     | Rino Ceccardi        |
|    | Italia (bandiera) | A     | Gianni Corelli       |
|    | Italia (bandiera) | D     | Giulio Corsini       |
|    | Italia (bandiera) | C     | Roberto De Paoli     |
|    | Italia (bandiera) | A     | Beniamino Di Giacomo |
|    | Italia (bandiera) | C     | Gustavo Giagnoni     |
|    | Svezia (bandiera) | C     | Torbjörn Jonsson     |
|    | Italia (bandiera) | A     | Sergio Pellizzaro    |

| N. |                   | Ruolo | Calciatore          |
| -- | ----------------- | ----- | ------------------- |
|    | Italia (bandiera) | A     | Bruno Santon        |
|    | Italia (bandiera) | D     | Piero Scesa         |
|    | Italia (bandiera) | D     | Ubaldo Spanio       |
|    | Italia (bandiera) | A     | Ugo Tomeazzi        |
|    | Italia (bandiera) | A     | Mario Tomy          |
|    | Italia (bandiera) | A     | Gianfranco Trombini |
|    | Italia (bandiera) | C     | Carlo Volpi         |
|    | Italia (bandiera) | P     | Dino Zoff           |

## Risultati

### Serie B

#### Girone di andata
| Arbitro: | Picasso (Chiavari) |

|             |           |  |
| Jonsson 39’ | Marcatori |  |

| Arbitro: | Nobilia (Roma) |

|              |           |                                     |
| Mencacci 58’ | Marcatori | 41’, 49’, 73’ Di Giacomo 70’ Santon |

| Arbitro: | Possagno (Treviso) |

|                            |           |  |
| Di Giacomo 13’, 86’ (rig.) | Marcatori |  |

| Arbitro: | Orlando (Bergamo) |

|  |           |             |
|  | Marcatori | 20’ Corelli |

| Arbitro: | Vitullo (Roma) |

|                 |           |                         |
| Corelli 7’, 44’ | Marcatori | 39’ Bonfanti 64’ Oldani |

| Arbitro: | Schinetti (Brescia) |

|           |           |                                           |
| Canto 54’ | Marcatori | 26’ Jonsson 42’ Di Giacomo 82’ Pellizzaro |

| Arbitro: | Toselli (Cormons) |

|                                       |           |  |
| Colautti 45’ (aut.) Santon 71’ (rig.) | Marcatori |  |

| Arbitro: | Righetti (Torino) |

|               |           |              |
| Gilardoni 58’ | Marcatori | 41’ Giagnoni |

| Mantova 31 ottobre 1965 9ª giornata | Mantova             | 0 – 0 | Lecco | Stadio Danilo Martelli\| Arbitro: \| Lo Bello (Siracusa) \| |
| Arbitro:                            | Lo Bello (Siracusa) |       |       |                                                             |

| Modena 7 novembre 1965 10ª giornata | Modena             | 0 – 0 | Mantova | Stadio Alberto Braglia\| Arbitro: \| Campanati (Milano) \| |
| Arbitro:                            | Campanati (Milano) |       |         |                                                            |

| Arbitro: | Acernese (Roma) |

|                            |           |  |
| Pellizzaro 6’ Tomeazzi 85’ | Marcatori |  |

| Arbitro: | Sbardella (Roma) |

|         |           |  |
| Bui 72’ | Marcatori |  |

| Messina 28 novembre 1965 13ª giornata | Messina        | 0 – 0 | Mantova | Stadio Giovanni Celeste\| Arbitro: \| Righi (Milano) \| |
| Arbitro:                              | Righi (Milano) |       |         |                                                         |

| Arbitro: | Di Tonno (Lecce) |

|             |           |                          |
| Corelli 70’ | Marcatori | 25’ Sega 40’ Dell'Angelo |

| Arbitro: | Piantoni (Terni) |

|                |           |             |
| Pellizzaro 79’ | Marcatori | 49’ Calloni |

| Arbitro: | Marchiori (Padova) |

|             |           |  |
| Piaceri 34’ | Marcatori |  |

| Arbitro: | Righetti (Torino) |

|  |           |                |
|  | Marcatori | 84’ Di Giacomo |

| Arbitro: | D'Agostini (Roma) |

|                            |           |                          |
| Di Giacomo 31’ Jonsson 83’ | Marcatori | 54’ Crippa 70’ Cipollato |

| Arbitro: | Gussoni (Tradate) |

|                                        |           |  |
| Sacchella 55’ Vigni 67’ Bersellini 85’ | Marcatori |  |

#### Girone di ritorno
| Arbitro: | Palazzo (Palermo) |

|                      |           |                                |
| Duvina 3’ Vivian 59’ | Marcatori | 21’, 74’ Santon 29’ Di Giacomo |

| Arbitro: | Pieroni (Roma) |

|                              |           |                           |
| Corelli 24’ (rig.) Volpi 39’ | Marcatori | 23’ D'Alessi 34’ Bertogna |

| Reggio Calabria 20 febbraio 1966 22ª giornata | Reggina        | 0 – 0 | Mantova | Stadio Comunale\| Arbitro: \| Vitullo (Roma) \| |
| Arbitro:                                      | Vitullo (Roma) |       |         |                                                 |

| Mantova 27 febbraio 1966 23ª giornata | Mantova                  | 0 – 0 | Padova | Stadio Danilo Martelli\| Arbitro: \| Camozzi (Porto d'Ascoli) \| |
| Arbitro:                              | Camozzi (Porto d'Ascoli) |       |        |                                                                  |

| Alessandria 6 marzo 1966 24ª giornata | Alessandria   | 0 – 0 | Mantova | Stadio Giuseppe Moccagatta\| Arbitro: \| Motta (Monza) \| |
| Arbitro:                              | Motta (Monza) |       |         |                                                           |

| Arbitro: | Bigi (Padova) |

|              |           |  |
| Tomeazzi 17’ | Marcatori |  |

| Arbitro: | Politano (Cuneo) |

|                     |           |  |
| Lombardo 37’ (rig.) | Marcatori |  |

| Arbitro: | Pieroni (Roma) |

|              |           |  |
| Trombini 85’ | Marcatori |  |

| Arbitro: | Di Tonno (Lecce) |

|  |           |                                                           |
|  | Marcatori | 11’, 48’ Di Giacomo 20’ Tomeazzi 68’ Jonsson 77’ Trombini |

| Mantova 17 aprile 1966 29ª giornata | Mantova            | 0 – 0 | Modena | Stadio Danilo Martelli\| Arbitro: \| Carminati (Milano) \| |
| Arbitro:                            | Carminati (Milano) |       |        |                                                            |

| Arbitro: | Bernardis (Trieste) |

|                                            |           |  |
| Petrelli 46’ Ceccardi 53’ (aut.) Cosma 67’ | Marcatori |  |

| Arbitro: | Varazzani (Parma) |

|                                                                       |           |             |
| Trombini 33’ Di Giacomo 51’ Pellizzaro 71’, 73’ Volpi 82’ Jonsson 87’ | Marcatori | 81’ Orlandi |

| Arbitro: | Marchiori (Padova) |

|                             |           |  |
| Trombini 37’ Di Giacomo 48’ | Marcatori |  |

| Verona 15 maggio 1966 33ª giornata | Verona            | 0 – 0 | Mantova | Stadio Marcantonio Bentegodi\| Arbitro: \| D'Agostini (Roma) \| |
| Arbitro:                           | D'Agostini (Roma) |       |         |                                                                 |

| Reggio Emilia 22 maggio 1966 34ª giornata | Reggiana         | 0 – 0 | Mantova | Stadio Comunale Mirabello\| Arbitro: \| Gonella (Torino) \| |
| Arbitro:                                  | Gonella (Torino) |       |         |                                                             |

| Arbitro: | Fiduccia (Marsala) |

|                             |           |                       |
| Di Giacomo 70’ Trombini 79’ | Marcatori | 54’ Gerli 68’ Piaceri |

| Mantova 5 giugno 1966 36ª giornata | Mantova           | 0 – 0 | Potenza | Stadio Danilo Martelli\| Arbitro: \| Toselli (Cormons) \| |
| Arbitro:                           | Toselli (Cormons) |       |         |                                                           |

| Palermo 12 giugno 1966 37ª giornata | Palermo          | 0 – 0 | Mantova | Stadio La Favorita\| Arbitro: \| Gonella (Torino) \| |
| Arbitro:                            | Gonella (Torino) |       |         |                                                      |

| Mantova 19 giugno 1966 38ª giornata | Mantova                      | 0 – 0 | Monza | Stadio Danilo Martelli\| Arbitro: \| De Robbio (Torre Annunziata) \| |
| Arbitro:                            | De Robbio (Torre Annunziata) |       |       |                                                                      |

### Coppa Italia
| Arbitro: | Gonella (Torino) |

|                |           |                         |
| Di Giacomo 54’ | Marcatori | 4’ De Paoli 59’ Bianchi |

## Statistiche

### Statistiche di squadra
| Competizione | Punti | In casa | In casa | In casa | In casa | In casa | In casa | In trasferta | In trasferta | In trasferta | In trasferta | In trasferta | In trasferta | Totale | Totale | Totale | Totale | Totale | Totale | DR  |
| Competizione | Punti | G       | V       | N       | P       | Gf      | Gs      | G            | V            | N            | P            | Gf           | Gs           | G      | V      | N      | P      | Gf     | Gs     | DR  |
| ------------ | ----- | ------- | ------- | ------- | ------- | ------- | ------- | ------------ | ------------ | ------------ | ------------ | ------------ | ------------ | ------ | ------ | ------ | ------ | ------ | ------ | --- |
| Serie B      | 46    | 19      | 8       | 10      | 1       | 27      | 12      | 19           | 6            | 8            | 5            | 18           | 14           | 38     | 14     | 18     | 6      | 45     | 26     | +19 |
| Coppa Italia | -     | 1       | 0       | 0       | 1       | 1       | 2       | 0            | 0            | 0            | 0            | 0            | 0            | 1      | 0      | 0      | 1      | 1      | 2      | -1  |
| Totale       |       | 20      | 8       | 10      | 2       | 28      | 14      | 19           | 6            | 8            | 5            | 18           | 14           | 39     | 14     | 18     | 7      | 46     | 28     | +18 |

### Statistiche dei giocatori
| Giocatore     | Serie B  | Serie B | Serie B     | Serie B    | Coppa Italia | Coppa Italia | Coppa Italia | Coppa Italia | Totale   | Totale | Totale      | Totale     |
| Giocatore     | Presenze | Reti    | Ammonizioni | Espulsioni | Presenze     | Reti         | Ammonizioni  | Espulsioni   | Presenze | Reti   | Ammonizioni | Espulsioni |
| ------------- | -------- | ------- | ----------- | ---------- | ------------ | ------------ | ------------ | ------------ | -------- | ------ | ----------- | ---------- |
| R. Ceccardi   | 25       | 0       | ?           | ?          | 0            | 0            | ?            | ?            | 25       | 0      | ?           | ?          |
| G. Corelli    | 25       | 5       | ?           | ?          | 1            | 0            | ?            | ?            | 26       | 5      | ?           | ?          |
| G. Corsini    | 22       | 0       | ?           | ?          | 1            | 0            | ?            | ?            | 23       | 0      | ?           | ?          |
| R. De Paoli   | 7        | 0       | ?           | ?          | 0            | 0            | ?            | ?            | 7        | 0      | ?           | ?          |
| B. Di Giacomo | 36       | 14      | ?           | ?          | 1            | 1            | ?            | ?            | 37       | 15     | ?           | ?          |
| G. Giagnoni   | 34       | 1       | ?           | ?          | 0            | 0            | ?            | ?            | 34       | 1      | ?           | ?          |
| T. Jonsson    | 35       | 5       | ?           | ?          | 1            | 0            | ?            | ?            | 36       | 5      | ?           | ?          |
| S. Pellizzaro | 36       | 5       | ?           | ?          | 1            | 0            | ?            | ?            | 37       | 5      | ?           | ?          |
| B. Santon     | 20       | 4       | ?           | ?          | 1            | 0            | ?            | ?            | 21       | 4      | ?           | ?          |
| P. Scesa      | 32       | 0       | ?           | ?          | 1            | 0            | ?            | ?            | 33       | 0      | ?           | ?          |
| U. Spanio     | 35       | 0       | ?           | ?          | 1            | 0            | ?            | ?            | 36       | 0      | ?           | ?          |
| U. Tomeazzi   | 21       | 3       | ?           | ?          | 0            | 0            | ?            | ?            | 21       | 3      | ?           | ?          |
| M. Tomy       | 7        | 0       | ?           | ?          | 1            | 0            | ?            | ?            | 8        | 0      | ?           | ?          |
| G. Trombini   | 13       | 5       | ?           | ?          | 0            | 0            | ?            | ?            | 13       | 5      | ?           | ?          |
| C. Volpi      | 31       | 2       | ?           | ?          | 1            | 0            | ?            | ?            | 32       | 2      | ?           | ?          |
| D. Zoff       | 38       | -26     | ?           | ?          | 1            | -2           | ?            | ?            | 39       | -28    | ?           | ?          |